# Almi Företagspartner
Almi AB är ett svenskt statligt riskkapitalbolag grundat 1994.
Almi AB är moderbolag i en koncern med operativ verksamhet i 16 regionala dotterbolag samt riskkapitalverksamhet i Almi Invest AB. De regionala dotterbolagen ägs till 51 procent av moderbolaget och till 49 procent av respektive regionala ägare såsom landsting eller regionförbund.
Almis uppdrag är att skapa tillväxt och förnyelse i näringslivet genom finansiering i kombination med rådgivning. Målet är att fler innovativa idéer kommersialiseras framgångsrikt, att fler livskraftiga företag startas och utvecklas samt att fler företag ökar sin konkurrenskraft och tillväxt. Almis uppdrag är att agera som komplement till marknaden, vilket till exempel innebär att lån beviljas till sämre villkor än bank, men att Almi å andra sidan kan åta sig finansiering som inte beviljas av företagets reguljära bank. Almi kan också samverka med andra parter för att gemensamt hantera risk.
Namnet Almi är inte en förkortning, utan ett påhittat ord som enligt webbplatsen kan härledas till det latinska ordet Almus som betyder växande, närande, fruktbar.